# Kuoletisjaure (Arjeplogs socken, Lappland, 740325-150897)
Kuoletisjaure, aktuell stavning Guoledisjávrre, är en sjö i Arjeplogs kommun i Lappland och ingår i Skellefteälvens huvudavrinningsområde. Sjön har en area på 1,29 kvadratkilometer och ligger 709,4 meter över havet. Sjön avvattnas av vattendraget Tjaktjaurälven (Mierkenisjåkkå).

## Delavrinningsområde
Kuoletisjaure ingår i det delavrinningsområde (740494-150854) som SMHI kallar för Utloppet av Kuoletisjaure. Medelhöjden är 813 meter över havet och ytan är 19,37 kvadratkilometer. Det finns inga avrinningsområden uppströms utan avrinningsområdet är högsta punkten. Tjaktjaurälven (Mierkenisjåkkå) som avvattnar avrinningsområdet har biflödesordning 2, vilket innebär att vattnet flödar genom totalt 2 vattendrag innan det når havet efter 390 kilometer. Avrinningsområdet består mestadels av kalfjäll (93 procent). Avrinningsområdet har 1,35 kvadratkilometer vattenytor vilket ger det en sjöprocent på 6,9 procent.